# Jazz (robotique)
Pour les articles homonymes, voir Jazz.
Jazz est un robot de téléprésence et de télésurveillance mobile autonome. Il a été créé en 2010 par la société française Gostai, une société dont le siège social est situé à Paris.

## Description
La particularité de ce robot est le créneau sur lequel il se positionne : la téléprésence et la télésurveillance. Grâce à une interface web, il est possible de se téléporter virtuellement, afin de voir ce qui se passe là où le robot se situe, par l'intermédiaire de ses yeux. Il est de plus possible de se déplacer dans l'environnement du robot, d'entendre et de parler à d'éventuels interlocuteurs.
| Caractéristiques physiques | Caractéristiques physiques |
| -------------------------- | -------------------------- |
| Hauteur                    | 100,5 cm                   |
| Largeur                    | 41 cm                      |
| Profondeur                 | 35 cm                      |
| Poids                      | 8 kg                       |

## Système d'exploitation
Ce robot est basé sur un système d'exploitation Linux couplé à la plateforme Urbi.

## Déplacement
Le robot se déplace à une vitesse maximum de 4 km/h.

## Autonomie
L'autonomie du robot est de 5 heures, avec la connexion Wi-Fi active.

## Capteurs
| Catégorie | Type             | Technologie          | Nombre |
| --------- | ---------------- | -------------------- | ------ |
| Vision    | Vidéo            | Caméra CCD           | 1      |
| Son       | Transmission     | Microphone           | 1      |
| Détection | Retour à la base | Senseur infrarouge   | 4      |
| Détection | D'impact         | Senseur ultrasonique | 12     |
| Détection | Environnement    | Laser télémétrique   | 1      |

## Prix de vente
Le tarif de ce robot débute à 7900 euros.

## Sources
- Gostai